# Bale (Croácia)
Bale (em italiano:  Valle) é um município da Croácia, situado no condado da Ístria. Tem 81,65 km² de área e sua população em 2011 foi estimada em 1.127 habitantes.